# Liste des titres musicaux numéro un en France en 2016
Cette page liste les titres musicaux (singles et albums) numéro un en France pour l'année 2016 selon le Syndicat national de l'édition phonographique (SNEP). Les classements sont issus des 200 meilleures ventes fusionnées de singles et des 200 meilleures ventes fusionnées d'albums. Les ventes sont comptabilisées chaque semaine du vendredi au jeudi et la date notée est celle du dernier jour de ventes, soit le vendredi.

## Classement des singles
| №  | Date         | Ventes                                                 | Ventes                                  | Ventes | Streaming                            | Streaming       | Streaming |
| №  | Date         | Artiste                                                | Titre                                   | Ventes | Artiste                              | Titre           | Écoutes   |
| -- | ------------ | ------------------------------------------------------ | --------------------------------------- | ------ | ------------------------------------ | --------------- | --------- |
| 1  | 8 janvier    | Adele                                                  | Hello                                   | 4 600  | Jul                                  | Amnésia         | 1 100 000 |
| 2  | 15 janvier   | David Bowie                                            | Space Oddity                            | 3 200  | Jul                                  | Amnésia         | 1 300 000 |
| 3  | 22 janvier   | Matt Simons                                            | Catch and Release (Deepend remix)       | 3 100  | Jul                                  | Amnésia         | 1 200 000 |
| 4  | 29 janvier   | Renaud                                                 | Toujours debout                         | 5 000  | Yall featuring Gabriela Richardson   | Hundred Miles   | 1 320 000 |
| 5  | 5 février    | Rihanna featuring Drake                                | Work                                    | 5 000  | Yall featuring Gabriela Richardson   | Hundred Miles   | 1 470 000 |
| 6  | 12 février   | Matt Simons                                            | Catch and Release (Deepend remix)       | 3 500  | Yall featuring Gabriela Richardson   | Hundred Miles   | 1 430 000 |
| 7  | 19 février   | Jain                                                   | Come                                    | 3 300  | Rihanna featuring Drake              | Work            | 1 820 000 |
| 8  | 26 février   | Rihanna featuring Drake                                | Work                                    | 3 100  | Rihanna featuring Drake              | Work            | 2 056 000 |
| 9  | 4 mars       | Alan Walker featuring Iselin Solheim                   | Faded                                   | 2 995  | Rihanna featuring Drake              | Work            | 2 000 000 |
| 10 | 11 mars      | Alan Walker featuring Iselin Solheim                   | Faded                                   | 4 300  | Rihanna featuring Drake              | Work            | 1 900 000 |
| 11 | 18 mars      | Alan Walker featuring Iselin Solheim                   | Faded                                   | 4 200  | Alan Walker featuring Iselin Solheim | Faded           | 1 840 000 |
| 12 | 25 mars      | Alan Walker featuring Iselin Solheim                   | Faded                                   | 4 000  | Alan Walker featuring Iselin Solheim | Faded           | 1 826 000 |
| 13 | 1er avril    | Mylène Farmer                                          | City of Love                            | 6 700  | Alan Walker featuring Iselin Solheim | Faded           | 1 830 000 |
| 14 | 8 avril      | Kungs vs. Cookin' on 3 Burners featuring Kylie Auldist | This Girl                               | 4 200  | Alan Walker featuring Iselin Solheim | Faded           | 1 810 000 |
| 15 | 15 avril     | Drake featuring Wizkid & Kyla                          | One Dance                               | 4 600  | Alan Walker featuring Iselin Solheim | Faded           | 1 780 000 |
| 16 | 22 avril     | Kungs vs. Cookin' On 3 Burners featuring Kylie Auldist | This Girl                               | 4 700  | Sia featuring Sean Paul              | Cheap Thrills   | 1 890 000 |
| 17 | 29 avril     | Prince & The Revolution                                | Purple Rain                             | 8 000  | Drake featuring Wizkid & Kyla        | One Dance       | 2 000 000 |
| 18 | 6 mai        | Sia featuring Sean Paul                                | Cheap Thrills                           | 6 000  | Drake featuring Wizkid & Kyla        | One Dance       | 2 000 000 |
| 19 | 13 mai       | Sia featuring Sean Paul                                | Cheap Thrills                           | 5 000  | Drake featuring Wizkid & Kyla        | One Dance       | 2 000 000 |
| 20 | 20 mai       | Justin Timberlake                                      | Can't Stop the Feeling!                 | 6 000  | Drake featuring Wizkid & Kyla        | One Dance       | 2 500 000 |
| 21 | 27 mai       | Céline Dion                                            | Encore un soir                          | 7 800  | Drake featuring Wizkid & Kyla        | One Dance       | 2 500 000 |
| 22 | 3 juin       | Céline Dion                                            | Encore un soir                          | 5 200  | Drake featuring Wizkid & Kyla        | One Dance       | 2 500 000 |
| 23 | 10 juin      | Justin Timberlake                                      | Can't Stop the Feeling!                 | 4 800  | Drake featuring Wizkid & Kyla        | One Dance       | 2 470 000 |
| 24 | 17 juin      | David Guetta featuring Zara Larsson                    | This One's for You                      | ?      | Drake featuring Wizkid & Kyla        | One Dance       | ?         |
| 25 | 24 juin      | David Guetta featuring Zara Larsson                    | This One's for You                      | ?      | Drake featuring Wizkid & Kyla        | One Dance       |           |
| 26 | 1er juillet  | Justin Timberlake                                      | Can't Stop the Feeling!                 | 3 400  | Drake featuring Wizkid & Kyla        | One Dance       | ?         |
| 27 | 8 juillet    | Justin Timberlake                                      | Can't Stop the Feeling!                 | 3 400  | Drake featuring Wizkid & Kyla        | One Dance       | ?         |
| 28 | 15 juillet   | David Guetta featuring Zara Larsson                    | This One's for You                      | 4 200  | Drake featuring Wizkid & Kyla        | One Dance       | ?         |
| 29 | 22 juillet   | Justin Timberlake                                      | Can't Stop the Feeling!                 | 2 400  | Drake featuring Wizkid & Kyla        | One Dance       | ?         |
| 30 | 29 juillet   | Booba                                                  | É.L.É.P.H.A.N.T                         | 3 700  | Drake featuring Wizkid & Kyla        | One Dance       | ?         |
| 31 | 5 août       | Justin Timberlake                                      | Can't Stop the Feeling!                 | 3 400  | Drake featuring Wizkid & Kyla        | One Dance       | ?         |
| 32 | 12 août      | DJ Snake featuring Justin Bieber                       | Let Me Love You                         | 2 700  | Drake featuring Wizkid & Kyla        | One Dance       | ?         |
| 33 | 19 août      | Justin Timberlake                                      | Can't Stop the Feeling!                 | 2 100  | Drake featuring Wizkid & Kyla        | One Dance       | ?         |
| 34 | 26 août      | Imany                                                  | Don't Be So Shy (Filatov & Karas remix) | 2 100  | Drake featuring Wizkid & Kyla        | One Dance       | ?         |
| 35 | 2 septembre  | Céline Dion                                            | Encore un soir                          | 4 400  | DJ Snake featuring Justin Bieber     | Let Me Love You | ?         |
| 36 | 9 septembre  | Céline Dion                                            | Encore un soir                          | 4 000  | DJ Snake featuring Justin Bieber     | Let Me Love You | ?         |
| 37 | 16 septembre | Lady Gaga                                              | Perfect Illusion                        | 2 850  | DJ Snake featuring Justin Bieber     | Let Me Love You | ?         |
| 38 | 23 septembre | LP                                                     | Lost on You                             | 2 500  | PNL                                  | Naha            | 3 640 000 |
| 39 | 30 septembre | The Weeknd featuring Daft Punk                         | Starboy                                 | 3 300  | Jul                                  | Tchikita        | 3 908 000 |
| 40 | 7 octobre    | Booba                                                  | DKR                                     | 4 400  | Jul                                  | Tchikita        | ?         |
| 41 | 14 octobre   | Bruno Mars                                             | 24K Magic                               | 3 900  | Jul                                  | Tchikita        | ?         |
| 42 | 21 octobre   | Julien Doré                                            | Le Lac                                  | 2 800  | Jul                                  | Tchikita        | ?         |
| 43 | 28 octobre   | Richard Orlinski & Eva Simons                          | Hearbeat                                | 2 100  | Jul                                  | Tchikita        | ?         |
| 44 | 4 novembre   | Richard Orlinski & Eva Simons                          | Hearbeat                                | 2 800  | Booba                                | DKR             | 1 961 000 |
| 45 | 11 novembre  | Richard Orlinski & Eva Simons                          | Hearbeat                                | 2 700  | Booba                                | DKR             | ?         |
| 46 | 18 novembre  | Leonard Cohen                                          | Hallelujah                              | 3 100  | PNL                                  | Onizuka         | 1 811 000 |
| 47 | 25 novembre  | Bruno Mars                                             | 24K Magic                               | 2 900  | PNL                                  | Onizuka         | ?         |
| 48 | 2 décembre   | LP                                                     | Lost on You                             | 2 500  | The Weeknd featuring Daft Punk       | Starboy         | 1 825 000 |
| 49 | 9 décembre   | LP                                                     | Lost on You                             | 2 700  | Nekfeu                               | Squa            | 2 671 000 |
| 50 | 16 décembre  | LP                                                     | Lost on You                             | 4 400  | Nekfeu                               | Squa            | ?         |
| 51 | 23 décembre  | LP                                                     | Lost on You                             | 3 500  | Nekfeu                               | Mauvaise graine | ?         |
| 52 | 30 décembre  | LP                                                     | Lost on You                             | 3 300  | Nekfeu                               | Mauvaise graine | 1 724 000 |

## Classement des albums
| №  | Date        | Artiste        | Titre                       | Ventes  |
| -- | ----------- | -------------- | --------------------------- | ------- |
| 1  | 8 janvier   | Adele          | 25                          | 18 300  |
| 2  | 15 janvier  | David Bowie    | Blackstar                   | 67 000  |
| 3  | 22 janvier  | David Bowie    | Blackstar                   | 27 300  |
| 4  | 29 janvier  | David Bowie    | Blackstar                   | 14 600  |
| 5  | 5 février   | Kids United    | Un monde meilleur           | 13 200  |
| 6  | 12 février  | Pascal Obispo  | Billet de femme             | 23 600  |
| 7  | 19 février  | Kids United    | Un monde meilleur           | 17 900  |
| 8  | 26 février  | Kids United    | Un monde meilleur           | 15 200  |
| 9  | 4 mars      | Kids United    | Un monde meilleur           | 17 100  |
| 10 | 11 mars     | Jul            | My World                    | 16 800  |
| 11 | 18 mars     | Les Enfoirés   | Au rendez-vous des Enfoirés | 135 000 |
| 12 | 25 mars     | Les Enfoirés   | Au rendez-vous des Enfoirés | 41 200  |
| 13 | 1er avril   | Les Enfoirés   | Au rendez-vous des Enfoirés | 21 800  |
| 14 | 8 avril     | Les Enfoirés   | Au rendez-vous des Enfoirés | 12 900  |
| 15 | 15 avril    | Renaud         | Renaud                      | 287 300 |
| 16 | 22 avril    | Renaud         | Renaud                      | 99 500  |
| 17 | 29 avril    | Renaud         | Renaud                      | 49 500  |
| 18 | 6 mai       | Renaud         | Renaud                      | 32 000  |
| 19 | 13 mai      | Renaud         | Renaud                      | 22 100  |
| 20 | 20 mai      | Christophe Maé | L'Attrape-rêves             | 64 000  |
| 21 | 27 mai      | Christophe Maé | L'Attrape-rêves             | 28 700  |
| 22 | 3 juin      | Christophe Maé | L'Attrape-rêves             | 33 600  |
| 23 | 10 juin     | Christophe Maé | L'Attrape-rêves             | 17 600  |
| 24 | 17 juin     | Christophe Maé | L'Attrape-rêves             | 16 800  |
| 25 | 24 juin     | $-Crew         | Destins liés                | 17 200  |
| 26 | 1er juillet | Jul            | Émotions                    | 40 000  |
| 27 | 8 juillet   | Jul            | Émotions                    | 17 900  |
| 28 | 15 juillet  | Slimane        | À bout de rêves             | 22 500  |

Le SNEP publie à partir de la semaine du 22 juillet 2016 un nouveau classement des albums fusionné en France, qui intègre les écoutes en streaming des titres des albums, les ventes physiques (CDs, Vinyles) et les ventes par téléchargement. Les écoutes en streaming sont converties en « équivalent ventes » qui sont ensuite ajoutés aux ventes physiques et aux téléchargements.
Les albums streamés sont convertis en "équivalents ventes" sur la base suivante :
- Somme de tous les streams des titres de l’album (Abonnement et freemium confondus)
- Retrait de 50 % des volumes du titre de l’album le plus streamé
- Division du résultat par 1 000 → Obtention du nombre d’équivalent-album
- Ajout du nombre d’équivalent-albums obtenu aux ventes physiques et en téléchargement

| №  | Date         | Mégafusion (Ventes + Streaming) | Mégafusion (Ventes + Streaming) | Mégafusion (Ventes + Streaming) | Ventes        | Ventes                      | Ventes  |
| №  | Date         | Artiste                         | Titre                           | Unités                          | Artiste       | Titre                       | Ventes  |
| -- | ------------ | ------------------------------- | ------------------------------- | ------------------------------- | ------------- | --------------------------- | ------- |
| 29 | 22 juillet   | Jul                             | Émotions                        | 17 023,                         | Claudio Capéo | Claudio Capéo               | 9 300   |
| 30 | 29 juillet   | Jul                             | Émotions                        | ?                               | Claudio Capéo | Claudio Capéo               | 9 900   |
| 31 | 5 août       | Jul                             | Émotions                        | ?                               | Claudio Capéo | Claudio Capéo               | 10 900  |
| 32 | 12 août      | Jul                             | Émotions                        | ?                               | Claudio Capéo | Claudio Capéo               | 10 000  |
| 33 | 19 août      | Jul                             | Émotions                        | ?                               | Claudio Capéo | Claudio Capéo               | 6 300   |
| 34 | 26 août      | Kids United                     | Tout le bonheur du monde        | 38 840,                         | Kids United   | Tout le bonheur du monde    | 37 900  |
| 35 | 2 septembre  | Céline Dion                     | Encore un soir                  | 218 684,                        | Céline Dion   | Encore un soir              | 216 600 |
| 36 | 9 septembre  | Céline Dion                     | Encore un soir                  | 90 408,                         | Céline Dion   | Encore un soir              | 86 100  |
| 37 | 16 septembre | Céline Dion                     | Encore un soir                  | 56 204,                         | Céline Dion   | Encore un soir              | 54 900  |
| 38 | 23 septembre | PNL                             | Dans la légende                 | 78 866,                         | PNL           | Dans la légende             | 51 900  |
| 39 | 30 septembre | PNL                             | Dans la légende                 | 38 318,                         | Céline Dion   | Encore un soir              | 22 200  |
| 40 | 7 octobre    | PNL                             | Dans la légende                 | 28 378,                         | Céline Dion   | Encore un soir              | 21 500  |
| 41 | 14 octobre   | PNL                             | Dans la légende                 | 23 514,                         | Céline Dion   | Encore un soir              | 17 600  |
| 42 | 21 octobre   | Julien Doré                     | &                               | 47 999,                         | Julien Doré   | &                           | 45 300  |
| 43 | 28 octobre   | M. Pokora                       | My Way                          | ?                               | M. Pokora     | My Way                      | 80 100  |
| 44 | 4 novembre   | M. Pokora                       | My Way                          | ?                               | M. Pokora     | My Way                      | 40 000  |
| 45 | 11 novembre  | M. Pokora                       | My Way                          | ?                               | M. Pokora     | My Way                      | 27 900  |
| 46 | 18 novembre  | M. Pokora                       | My Way                          | ?                               | M. Pokora     | My Way                      | 23 200  |
| 47 | 25 novembre  | Metallica                       | Hardwired… to Self-Destruct     | ?                               | Metallica     | Hardwired… to Self-Destruct | 40 400  |
| 48 | 2 décembre   | M. Pokora                       | My Way                          | ?                               | M. Pokora     | My Way                      | 25 100  |
| 49 | 9 décembre   | Jul                             | L'Ovni                          | 72 313,                         | Jul           | L'Ovni                      | 55 500  |
| 50 | 16 décembre  | Nekfeu                          | Cyborg                          | 54 337,                         | M. Pokora     | My Way                      | 50 200  |
| 51 | 23 décembre  | M.Pokora                        | My Way                          | ?                               | M. Pokora     | My Way                      | 60 000  |
| 52 | 30 décembre  | M.Pokora                        | My Way                          | ?                               | M. Pokora     | My Way                      | 33 000  |

## Les meilleurs scores de l'année
Voici la liste des meilleurs scores de singles, et d'albums de l'année 2016,.

### Singles
| №  | Ventes + Streaming                                    | Ventes + Streaming                      | Ventes                                                | Ventes                                  | Ventes |
| №  | Artiste                                               | Titre                                   | Artiste                                               | Titre                                   | Ventes |
| -- | ----------------------------------------------------- | --------------------------------------- | ----------------------------------------------------- | --------------------------------------- | ------ |
| 1  | Sia featuring Sean Paul                               | Cheap Thrills                           | Kungs vs Cookin' on 3 Burners featuring Kylie Auldist | This Girl                               | 97 700 |
| 2  | Drake featuring Wizkid & Kyla                         | One Dance                               | Imany                                                 | Don't Be So Shy (Filatov & Karas remix) | 95 300 |
| 3  | Kungs vs Cookin' on 3 Burners featuring Kylie Auldist | This Girl                               | Sia featuring Sean Paul                               | Cheap Thrills                           | 93 400 |
| 4  | Alan Walker featuring Iselin Solheim                  | Faded                                   | Justin Timberlake                                     | Can't Stop the Feeling!                 | 76 200 |
| 5  | Twenty One Pilots                                     | Stressed Out                            | Céline Dion                                           | Encore un soir                          | 72 100 |
| 6  | Coldplay featuring Beyoncé                            | Hymn for the Weekend                    | Twenty One Pilots                                     | Stressed Out                            | 64 200 |
| 7  | Mike Posner                                           | I Took A Pill In Ibiza (SeeB remix)     | Matt Simons                                           | Catch & Release (Deepend remix)         | 63 700 |
| 8  | Rihanna featuring Drake                               | Work                                    | Alan Walker featuring Iselin Solheim                  | Faded                                   | 63 400 |
| 9  | Justin Timberlake                                     | Can't Stop the Feeling!                 | Jain                                                  | Come                                    | 60 200 |
| 10 | Imany                                                 | Don't Be So Shy (Filatov & Karas remix) | Drake featuring Wizkid & Kyla                         | One Dance                               | 60 200 |
| 11 | Yall featuring Gabriela Richardson                    | Hundred Miles                           | Kids United                                           | On écrit sur les murs                   | 57 200 |
| 12 | Justin Bieber                                         | Love Yourself                           | Coldplay featuring Beyoncé                            | Hymn for the Weekend                    | 53 600 |
| 13 | Major Lazer featuring Nyla & Fuse ODG                 | Light It Up (remix)                     | Justin Bieber                                         | Love Yourself                           | 51 600 |
| 14 | Matt Simons                                           | Catch & Release (Deepend remix)         | LP                                                    | Lost on You                             | 48 600 |
| 15 | Desiigner                                             | Panda                                   | Calvin Harris & Rihanna                               | This Is What You Came For               | 47 800 |
| 16 | Møme featuring Merryn Jeann                           | Aloha                                   | Amir                                                  | J'ai cherché                            | 46 100 |
| 17 | Calvin Harris & Rihanna                               | This Is What You Came For               | Christophe Maé                                        | Il est où le bonheur?                   | 45 800 |
| 18 | Jain                                                  | Come                                    | Claudio Capéo                                         | Un homme debout                         | 44 800 |
| 19 | Lukas Graham                                          | 7 Years                                 | Mike Posner                                           | I Took A Pill In Ibiza (SeeB remix)     | 44 700 |
| 20 | G-Eazy & Bebe Rexha                                   | Me, Myself & I                          | Rihanna featuring Drake                               | Work                                    | 42 700 |

### Albums
| N° | Artiste        | Titre                       |
| -- | -------------- | --------------------------- |
| 1  | Renaud         | Renaud                      |
| 2  | Céline Dion    | Encore un soir              |
| 3  | Kids United    | Un monde meilleur           |
| 4  | Kids United    | Tout le bonheur du monde    |
| 5  | M. Pokora      | My Way                      |
| 6  | Kendji Girac   | Ensemble                    |
| 7  | Maître Gims    | Mon cœur avait raison       |
| 8  | PNL            | Dans la légende             |
| 9  | Christophe Maé | L'Attrape-rêves             |
| 10 | Jul            | My World                    |
| 11 | Jul            | Émotions                    |
| 12 | Claudio Capéo  | Claudio Capéo               |
| 13 | Les Enfoirés   | Au rendez-vous des Enfoirés |
| 14 | Jain           | Zanaka                      |
| 15 | Julien Doré    | &                           |
| 16 | Louane         | Chambre 12                  |
| 17 | Soprano        | L'Everest                   |
| 18 | Jul            | L'Ovni                      |
| 19 | Fréro Delavega | Des ombres et des lumières  |
| 20 | Adele          | 25                          |

### Chronologie
- Liste des titres musicaux numéro un en France en 2015
- Liste des titres musicaux numéro un en France en 2017